# Броніслав Лозінський
Броніслав Лозінський (пол. Bronisław Łoziński, псевдоніми: Bartek Szkolarz, Tadeusz Słowiński; 23 жовтня 1848, Смільниця — 16 грудня 1911, Львів) — польський історик.

## З життєпису
Молодший брат Владислава Лозінського. Його кузенами («цьотечними братами») були історик Кароль Шайноха (1818—1861) та геолог Владислав Шайноха (1857—1928)
У 1857—1861 роках навчався у Самбірській гімназії. З 1861—1862 навчального року (5 клас) навчався у Львівській гімназії № 2, де у 1867 році з відзнакою склав матуру. В 1867—1871 роках вивчав право та політичні науки у Львівському університеті. 4 грудня 1884 року повернувся до намісництва, отримав ранг старости. 22 квітня 1889 отримав ранг радника намісництва.
З 1892 року звичайний член польського «Товариства Гісторичного» у Львові. 12 травня 1896 року обраний членом-кореспондентом історично-філософського відділу Академії Знань у Кракові.

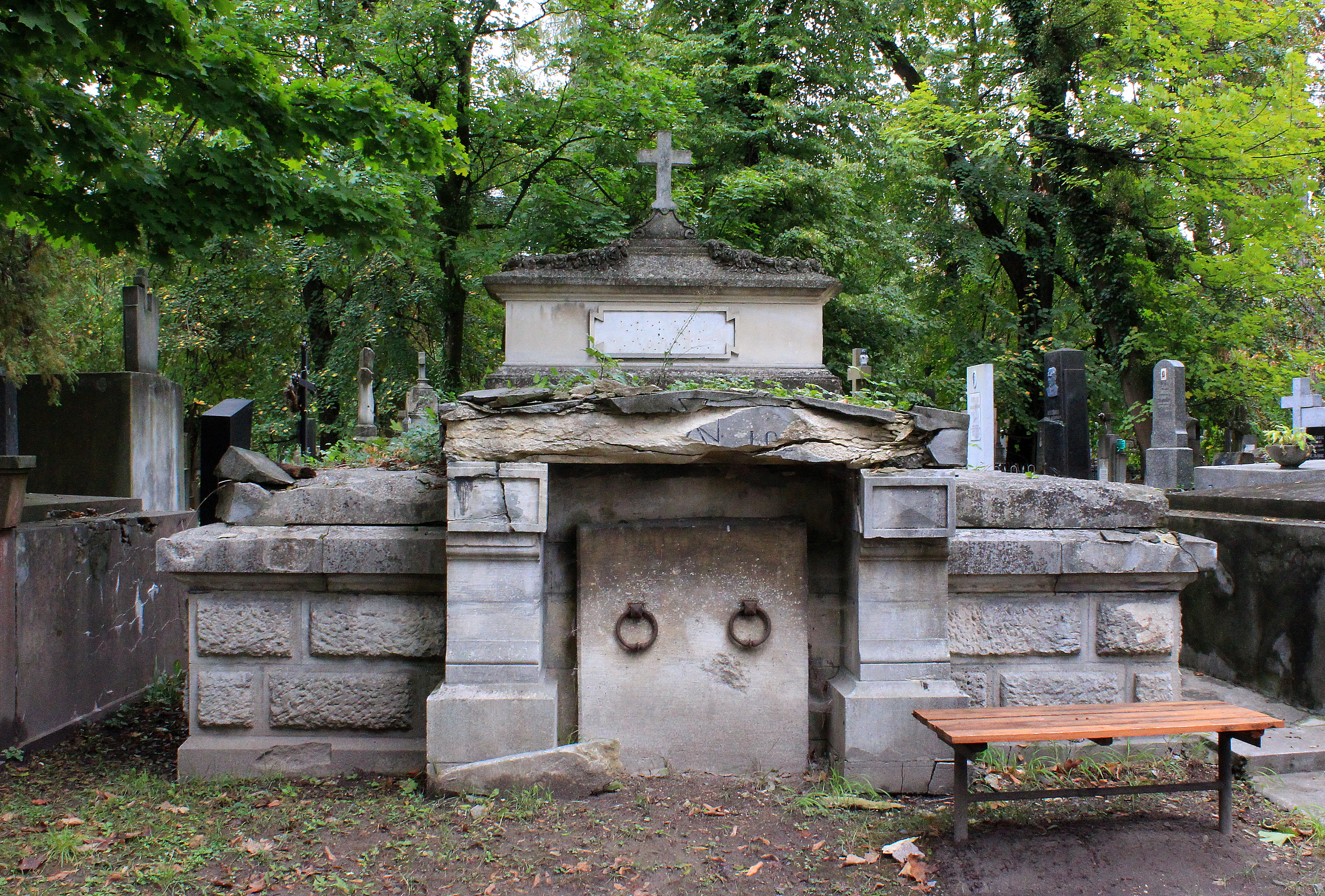
Гробниця родини Лозинських.

Помер у Львові, похований на 57 полі Личаківського цвинтаря.

### Доробок
Дослідник Галичини австрійського періоду. Автор монографії про графа Аґенора Ґолуховського, розвідки про Галицький становий сейм та інших праць.

### Сім'я
Дружина — Олімпія Філіпецька. Шлюб уклали у 1879 році, син Валери Владислав Даніель Лозінський (1880—1944) — доцент геології Ягеллонського університету, батько 5 дітей, універсальний спадкоємець стрийка Владислава.